# 启明星50
启明星50是中華人民共和國一個以太阳能為唯一動力能源的高空低速无人机，由中国航空工业集团公司第一飞机设计研究院研制。启明星50飞行高度可达2万米。2022年9月3日，启明星50在陕西榆林靖邊首飞成功。該無人機可以执行高空侦察、森林火情监测、大气环境监测、地理测绘、通信中继等任务。